# Angucephala mellana
Angucephala mellana är en insektsart som beskrevs av Delong och Freytag 1975. Angucephala mellana ingår i släktet Angucephala och familjen dvärgstritar. Inga underarter finns listade i Catalogue of Life.